# 117086 Lóczy
117086 Lóczy è un asteroide della fascia principale. Scoperto nel 2004, presenta un'orbita caratterizzata da un semiasse maggiore pari a 3,1170501 UA e da un'eccentricità di 0,0815380, inclinata di 21,58614° rispetto all'eclittica.